# Rengårdsdammen
Rengårdsdammen är ett vattenmagasin i Skellefteälven som även innefattar Svanselet i Norsjö kommun i Västerbotten och ingår i Skellefteälvens huvudavrinningsområde. Sjön har en area på 5,35 kvadratkilometer och ligger 181,3 meter över havet. Sjön avvattnas av vattendraget Skellefteälven. Vid sjön ligger bland annat Gumboda och Svansele.

## Delavrinningsområde
Rengårdsdammen ingår i det delavrinningsområde (721021-169861) som SMHI kallar för Utloppet av Rengårdsdammen. Medelhöjden är 214 meter över havet och ytan är 64,04 kvadratkilometer. Räknas de 563 avrinningsområdena uppströms in blir den ackumulerade arean 9 714,61 kvadratkilometer. Avrinningsområdets utflöde Skellefteälven mynnar i havet. Avrinningsområdet består mestadels av skog (68 procent). Avrinningsområdet har 5,31 kvadratkilometer vattenytor vilket ger det en sjöprocent på 8,3 procent.